# Duden-Rodenbostel
Duden-Rodenbostel ist der kleinste Ortsteil der Gemeinde Wedemark in der niedersächsischen Region Hannover. Er liegt am Fuße des Brelinger Berges.

## Geschichte
Der Hof Heneke  wurde erstmals 1430 im Abgabenregister von Dudenbostel aufgeführt. Im Schatzregister der Großvogtei Celle wurde Dudenborstel mit Rodenborstel im Jahr 1438 als zusammenhängender Ort erwähnt. Dudenborstel bestand zu dieser Zeit aus zwei Bauernhöfen.
Im Zuge der Gebietsreform in Niedersachsen, die am 1. März 1974 stattfand, wurde die zuvor selbständige Gemeinde Duden-Rodenbostel in die neue Gemeinde Wedemark eingegliedert.

## Politik

### Ortsrat
Der Ortsrat verantwortet die Ortsteile Abbensen, Duden-Rodenbostel und Negenborn gemeinsam (Wedemark I) und besteht aus sieben Ortsräten der folgenden Parteien:
- SPD: 4 Sitze
- CDU: 2 Sitze
- Bündnis 90/Die Grünen: 1 Sitz

(Stand: Kommunalwahl 2021)
Die Kommunalwahl 2016 ergab folgendes Ergebnis:

### Wappen
Der Entwurf des Kommunalwappens von Duden-Rodenbostel stammt von dem Heraldiker und Wappenmaler Gustav Völker, der zahlreiche Wappen in der Region Hannover erschaffen hat. Die Genehmigung des Wappens wurde durch den Regierungspräsidenten in Lüneburg am 3. September 1968 erteilt.

## Kultur und Sehenswürdigkeiten

### Bauwerke
Auf einer Anhöhe zwischen Duden- und Rodenbostel befindet sich ein Denkmal für die Gefallenen des Ersten- und Zweiten Weltkriegs. Von hier hat man einen weiten Blick auf die Niederung der Leine.

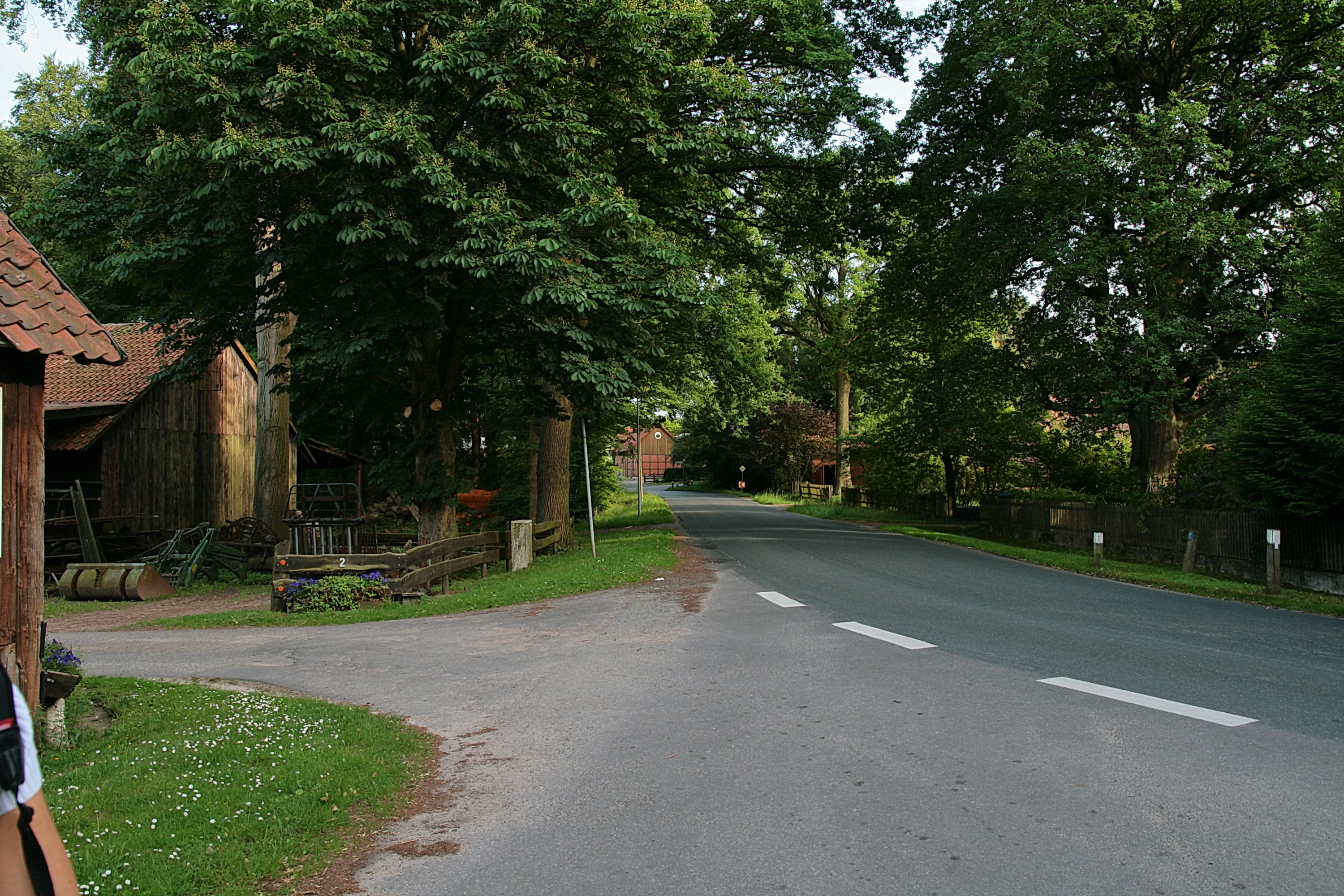
Ortsblick
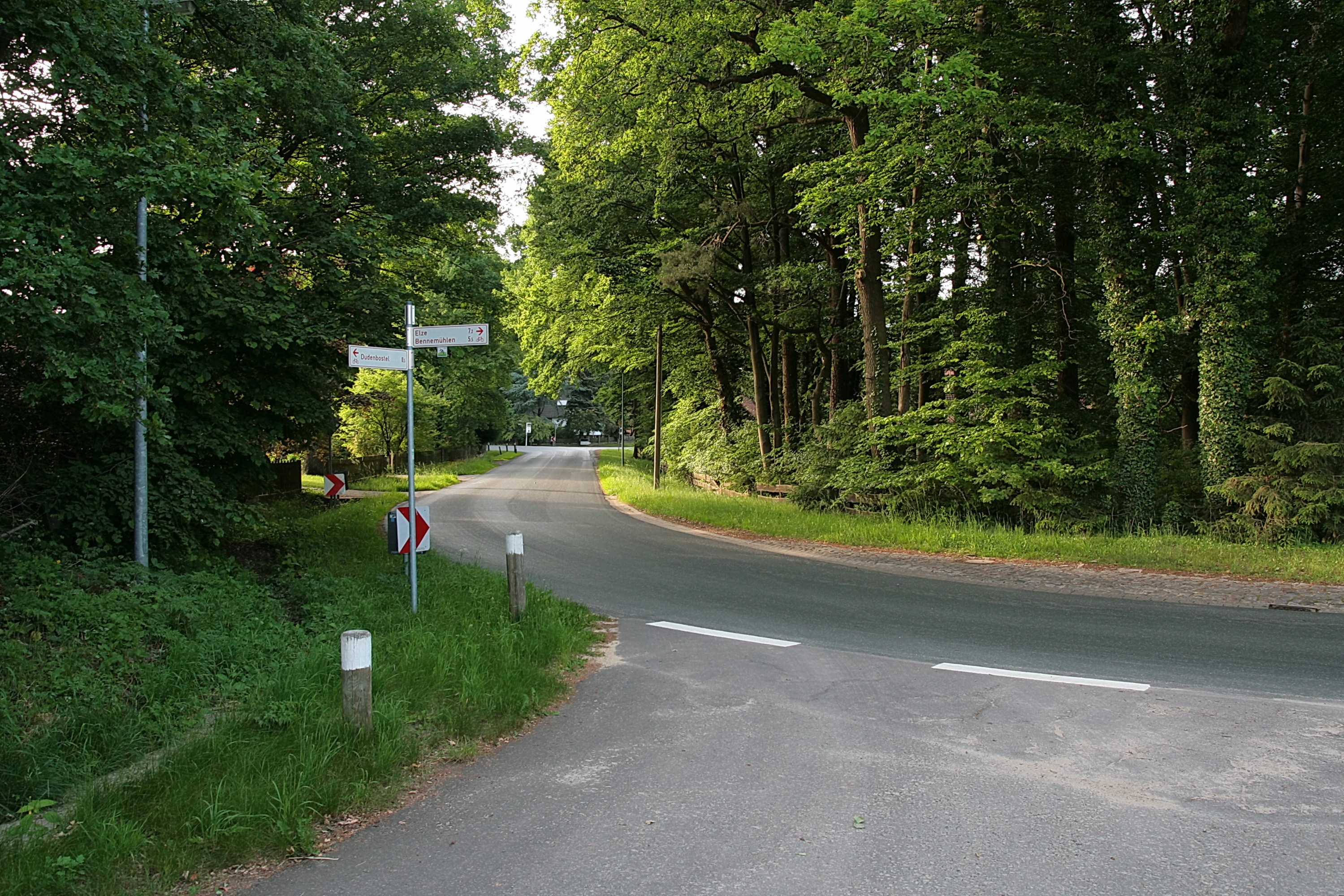
Wegweiser
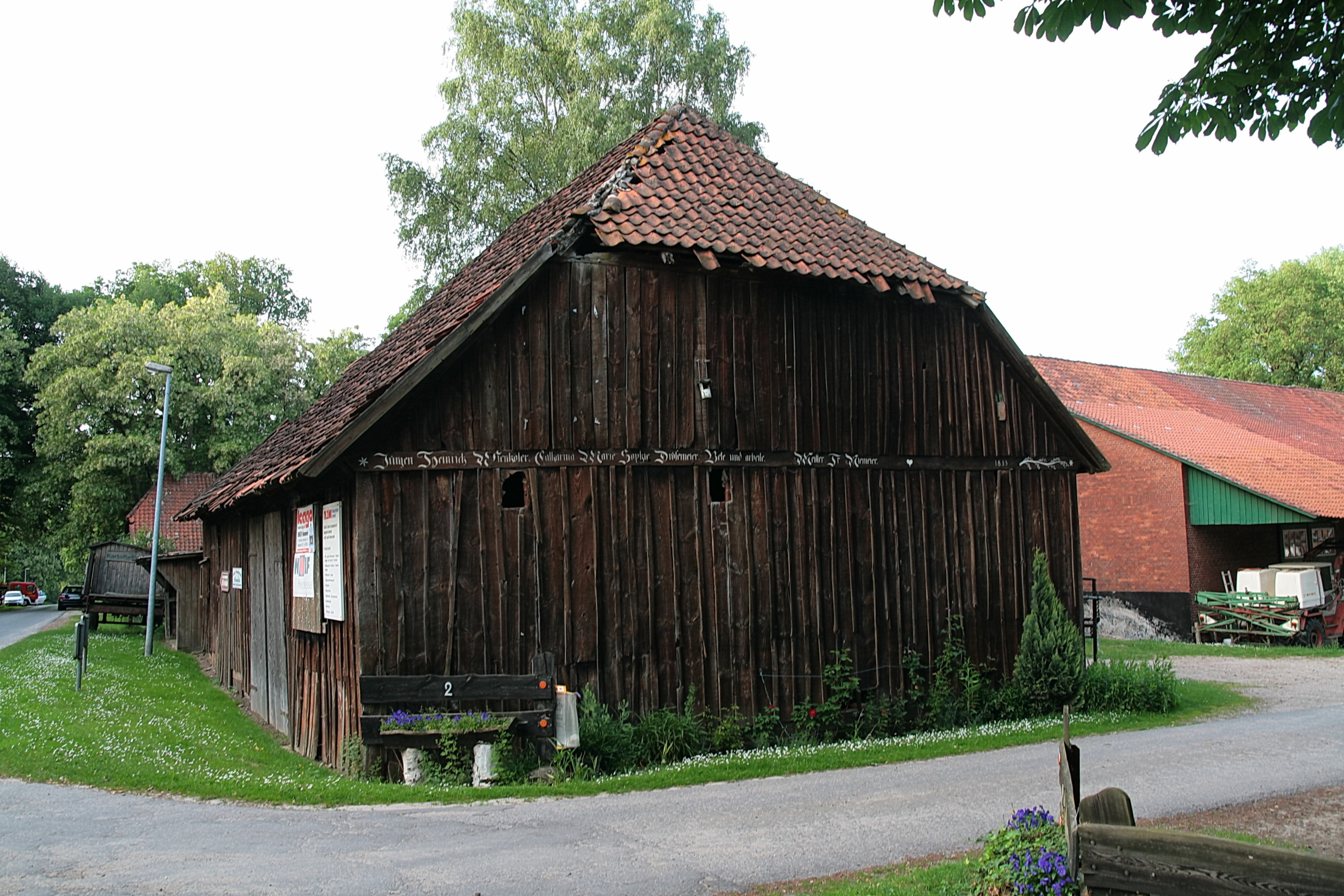
Scheune von 1855

### Regelmäßige Veranstaltungen
Das Schützenfest in Duden-Rodenbostel wird am Ortseingang durch repräsentative Strohfiguren in der Form eines Schweines angekündigt.

## Wirtschaft und Infrastruktur
Von wirtschaftlicher Bedeutung ist der Kies- und Sandabbau im Brelinger Berg.